# Slovenia Open WTA 2022
Lo Slovenia Open WTA 2022, noto anche per motivi di sponsorizzazione come Zavarovalnica Sava Portorož 2022, è un torneo di tennis giocato sul cemento. È l'8ª edizione del Slovenia Open WTA, che fa parte della categoria WTA 250 nell'ambito del WTA Tour 2022. Si gioca al Tennis Club Portorož di Portorose, in Slovenia, dal 12 al 18 settembre 2022.

## Partecipanti

### Singolare
| Nazionalità | Giocatore              | Ranking* | Testa di serie |
| ----------- | ---------------------- | -------- | -------------- |
| Regno Unito | Emma Raducanu          | 11       | 1              |
| Brasile     | Beatriz Haddad Maia    | 15       | 2              |
| Kazakistan  | Elena Rybakina         | 25       | 3              |
| Italia      | Martina Trevisan       | 27       | 4              |
|             | Ekaterina Aleksandrova | 28       | 5              |
| Francia     | Alizé Cornet           | 40       | 6              |
| Stati Uniti | Bernarda Pera          | 45       | 7              |
| Australia   | Ajla Tomljanović       | 46       | 8              |
|             | Anastasija Potapova    | 52       | 9              |

- Ranking al 29 agosto 2022.

#### Altre partecipanti
Le seguenti giocatrici hanno ricevuto una Wildcard per il tabellone principale:
- Elizabeth Mandlik
- Petra Marčinko
- Emma Raducanu

La seguente giocatrice è entrata in tabellone con lo special ranking:
- Laura Siegemund

Le seguenti giocatrici sono passate dalle qualificazioni:

- Cristina Bucșa
- Jodie Burrage
- Anna-Lena Friedsam
- Elena-Gabriela Ruse
- Tara Würth
- Anastasija Zacharova

La seguente giocatrice è entrata in tabellone come lucky loser:
- Harriet Dart

#### Ritiri
Prima del torneo
- Marie Bouzková → sostituita da  Diane Parry
- Anhelina Kalinina → sostituita da  Donna Vekić
- Anna Kalinskaja → sostituita da  Tamara Zidanšek
- Barbora Krejčíková → sostituita da  Lesja Curenko
- Bernarda Pera → sostituita da  Harriet Dart
- Ljudmila Samsonova → sostituita da  Dajana Jastrems'ka
- Alison Van Uytvanck → sostituita da  Claire Liu

### Doppio
| Nazione     | Giocatrice             | Nazione     | Giocatrice      | Ranking* | Testa di serie |
| ----------- | ---------------------- | ----------- | --------------- | -------- | -------------- |
| Slovenia    | Andreja Klepač         | Germania    | Laura Siegemund | 74       | 1              |
|             | Anastasija Potapova    |             | Jana Sizikova   | 114      | 1              |
| Regno Unito | Alicia Barnett         | Regno Unito | Olivia Nicholls | 141      | 3              |
|             | Ekaterina Aleksandrova | Germania    | Vivian Heisen   | 151      | 4              |

* Ranking al 29 agosto 2022.

#### Altre partecipanti
Le seguenti coppie di giocatrici hanno ricevuto una Wildcard per il tabellone principale:
- Tímea Babos /  Tamara Zidanšek
- Pia Lovrič /  Lara Smejkal

La seguente coppia è subentrata in tabellone come alternate:
- Nigina Abduraimova /  Jodie Burrage

#### Ritiri
Prima del torneo
- Alëna Fomina-Klotz /  Dalila Jakupovič → sostituite da  Alëna Fomina-Klotz /  Ingrid Gamarra Martins
- Anna Kalinskaja /  Tereza Mihalíková → sostituite da  Cristina Bucșa /  Tereza Mihalíková
- Andreja Klepač /  Elena Rybakina → sostituite da  Andreja Klepač /  Laura Siegemund
- Nicole Melichar-Martinez /  Laura Siegemund → sostituite da  Adrienn Nagy /  Nika Radišić
- Diane Parry /  Clara Tauson → sostituite da  Nigina Abduraimova /  Jodie Burrage

## Campionesse

### Singolare
Kateřina Siniaková ha sconfitto in finale  Elena Rybakina con il punteggio di 6(4)-7, 7-6(5), 6-4.
- È il terzo titolo in carriera per la Siniaková, il primo della stagione e cinque anni dopo dall'ultimo.

### Doppio
Marta Kostjuk /  Tereza Martincová hanno sconfitto in finale  Cristina Bucșa /  Tereza Mihalíková con il punteggio di 6-4, 6-0.